# Rederiaktiebolaget Eckerö
Rederiaktiebolaget Eckerö ist eine finnische Schifffahrtsgesellschaft mit Sitz auf Åland.

## Unternehmensbereiche
Die Gesellschaft gliedert sich in folgende Unternehmensbereiche:
- Eckerö Linjen Ab mit Sitz in Mariehamn: Eckerö (Åland/Finnland) – Grisslehamn (Schweden), Passagierverkehr. Mit zum Geschäftsbereich Eckerö Linjen zählen die zum Konzern gehörenden Reisebüro-Marken Ålandsresor und Ålandsresor Resebyrå. Die Reisebüros vertreiben zum einen die konzerneigenen Schiffs- und Busreisen, daneben aber auch Fremdprodukte wie etwa Flugbuchungen, Hotelübernachtungen, Pauschalreisen, und anderes.
- Eckerö Line Ab Oy mit Sitz in Mariehamn: Helsinki (Finnland) – Tallinn (Estland). Passagier- und Frachttransport. Diese Strecke ist besonders auf Tagestouristen ausgelegt, die morgens von Helsinki nach Tallinn fahren, dort 6,5 Stunden für Besichtigungen oder Einkäufe Zeit haben und dann abends wieder nach Finnland zurückkehren. Auf diesem, spätestens seit dem Beitritt Estlands zur Europäischen Union im Mai 2004 rasant wachsenden Markt, steht Eckerö Line in direkter Konkurrenz mit Nordic Jet Line, Silja Line, Tallink und Viking Line.
- Eckerö Shipping Ab Ltd mit Sitz in Mariehamn betreibt mehrere Ro-Ro-Schiffe auf Linien zwischen Finnland/Schweden und dem europäischen Festland auf Basis von Langzeit-Charter für verschiedene Unternehmen der finnischen und schwedischen Exportindustrie.
- Williams Buss Ab[2] mit Sitz in Mariehamn ist eine Omnibus-Verkehrsgesellschaft und bedient zum einen im Linienbusverkehr die Linien 1, 5 und 6 auf Åland[3], und ist zum anderen auch mit einer Reisebus-Flotte im Busreisegeschäft tätig.

### Ehemalige Unternehmensbereiche
- Birka Cargo AB Ltd. wurde im Jahr 2013 aufgelöst und 5 der 7 Schiffe an andere Betreiber veräußert. Die Birka Shipper und die Birka Exporter fahren seitdem unter den Namen Shipper und Exporter für Eckerö, allerdings nun direkt unter Eckerö-Flagge. Die Birka Trader und die Birka Carrier wurden an den langjährigen Charterer Finnlines verkauft und fuhren dort fortan unter den Namen Finnmaster und Finncarrier. Letztere wurde mittlerweile an Color Line abgegeben und fährt nun als Color Carrier als Frachtfähre auf der Route Kiel-Oslo. Die Birka Express wurde an Seatrans A/S aus Norwegen abgegeben und fährt dort unter dem Namen SC Connector. Die Birka Transporter fährt nach mehrjährigem Einsatz in Spanien nun wieder als Transporter für Eckerö, und die Baltic Excellent als Excellent für Visentini Giovanni Transporti in Italien.[4]

- Birka Cruises AB mit Sitz in Stockholm: Stockholm (Schweden) – Mariehamn (Åland/Finnland), Passagierverkehr; bis 2020[5]

## Flotte
Rederiaktiebolaget Eckerö bzw. deren Tochtergesellschaften betreiben die folgenden vier Fährschiffe und drei Frachtschiffe:
- Eckerö Linjen
  - Eckerö (Eckerö ↔ Grisslehamn): Gebaut 1979 (Aalborg Værft A/S, Ålborg); Länge 121 m, Breite 24,5 m, Geschwindigkeit 20 Knoten; Kapazität 1630 Passagiere, 515 Spurmeter (265 PKW)
- Eckerö Line
  - Finlandia (Helsinki ↔ Tallinn): Gebaut 2001 (DSME, Seoul); Länge 175 m, Breite 27,6 m, Geschwindigkeit 27 Knoten; Kapazität 2520 Passagiere, 252 Kabinen (für 1190 Passagiere[7]), 1808 Spurmeter (610 PKW)
  - Finbo Cargo (Helsinki ↔ Tallinn):[8] Gebaut 2000 (Astilleros Españoles, Sevilla); Länge 179,95 m, Breite 25,24 m, Geschwindigkeit 22,5 Knoten; Kapazität 366 Passagiere, 2000 Spurmeter (120 PKW[7])
- Eckerö Shipping[9]
  - Exporter: Frachtschiff, gebaut 1991 (Fosen Mek. Verksteder A/S, Rissa); Länge 122 m, Breite 19 m, Geschwindigkeit 16,5 Knoten, 6620 BRZ; 1280 Spurmeter
  - Shipper: Frachtschiff, gebaut 1992 (Fosen Mek. Verksteder A/S, Rissa); Länge 122 m, Breite 19 m, Geschwindigkeit 16,5 Knoten, 6620 BRZ; 1280 Spurmeter
  - Transporter: Frachtschiff, gebaut 1991 (Fosen Mek. Verksteder A/S, Rissa) Länge 122 m, Breite 19 m. Geschwindigkeit 16,5 Knoten, 6620 BRZ; 1263 Spurmeter

### Ehemalige Schiffe
- Frachtschiffe Birka Trader, Baltic Excellent, Birka Express, Birka Carrier
- Nordlandia (Helsinki ↔ Tallinn): Gebaut 1981 (Seebeck-Werft, Bremerhaven) als Olau Hollandia (Olau Line); Länge 154,4 m, Breite 24,7 m, Geschwindigkeit 21 Knoten; Kapazität 2048 Passagiere, 625 Spurmeter (530 PKW)
- Birka Stockholm (Stockholm ↔ Mariehamn): Gebaut 2004 (Aker Finnyards, Rauma); Länge 177 m, Breite 28 m, Geschwindigkeit 21 Knoten; Kapazität 1800 Passagiere in 734 Kabinen

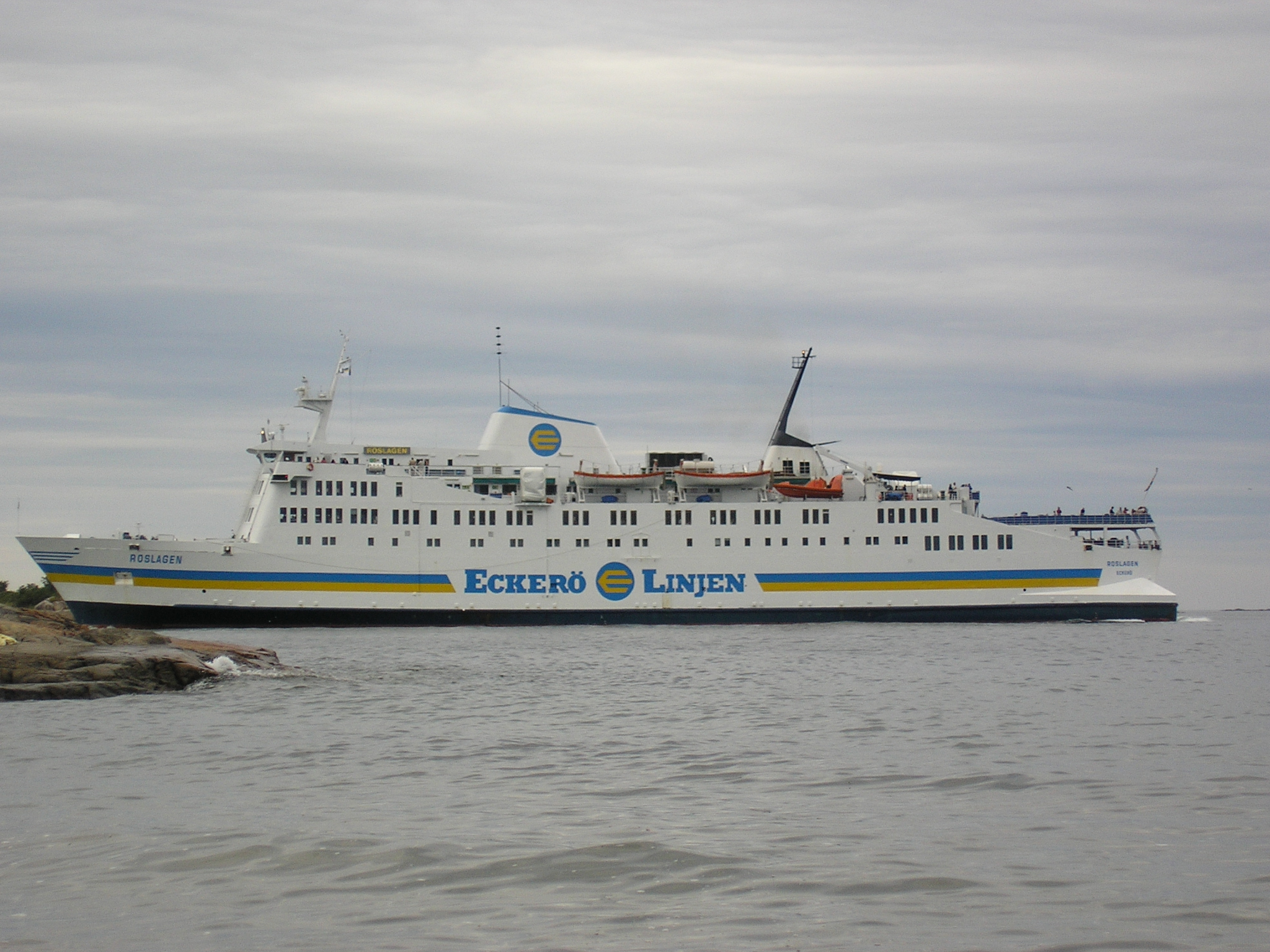
Die Roslagen vor dem Hafen von Grisslehamn
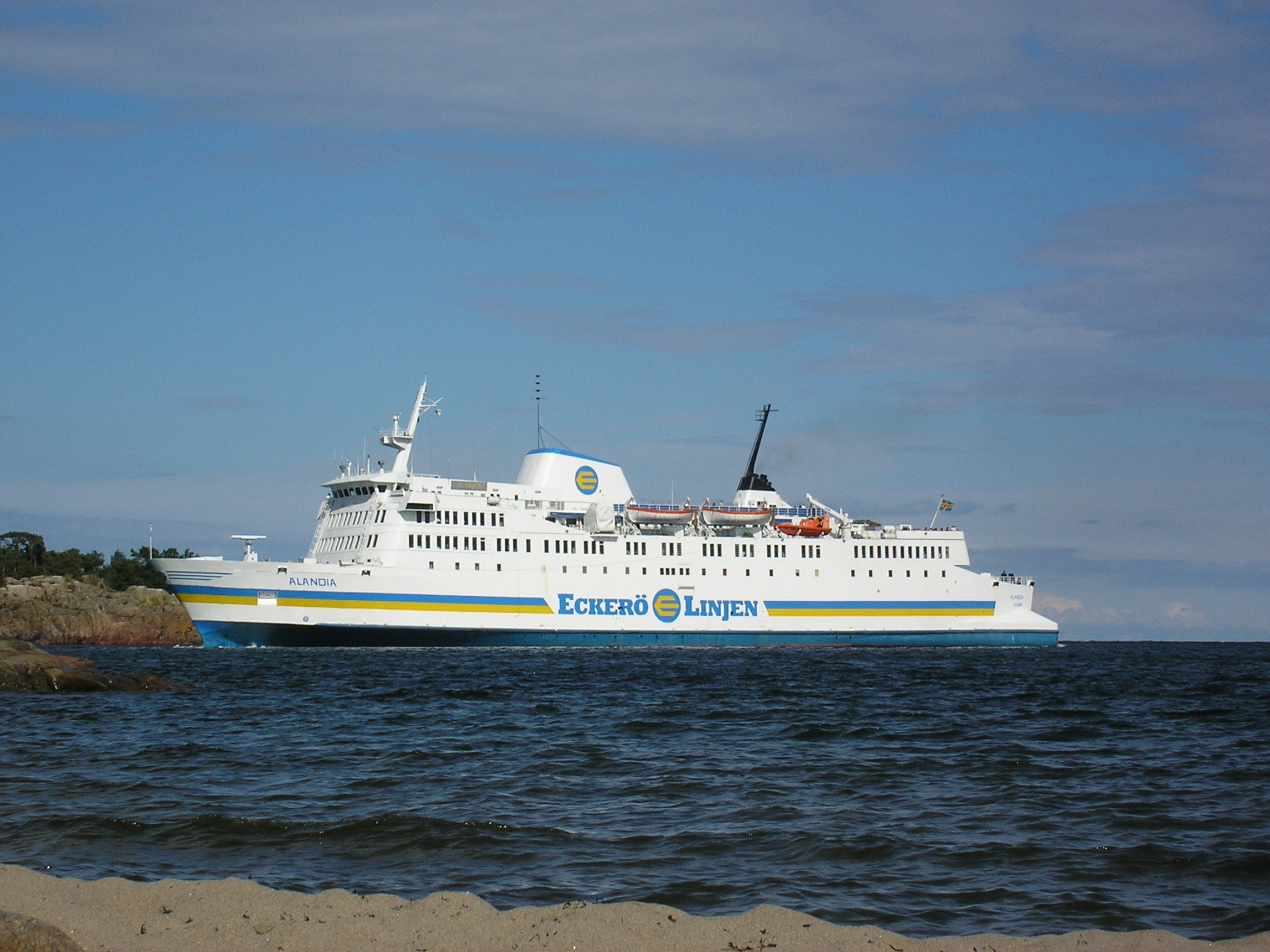
Die Alandia vor dem Hafen von Grisslehamn
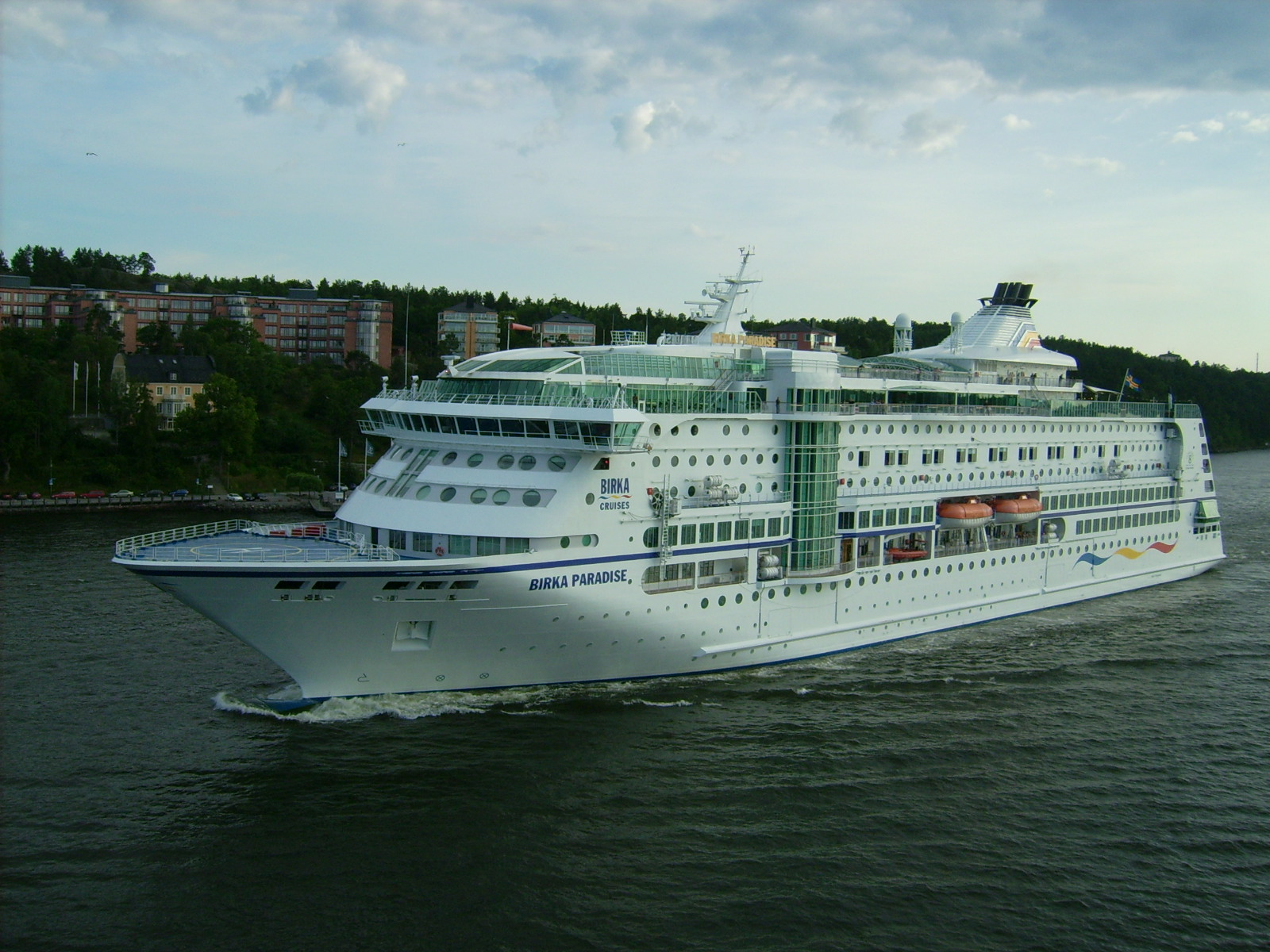
Die Birka Paradise verlässt den Hafen von Stockholm
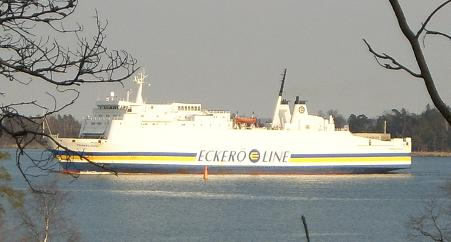
Die Translandia auf der Strecke
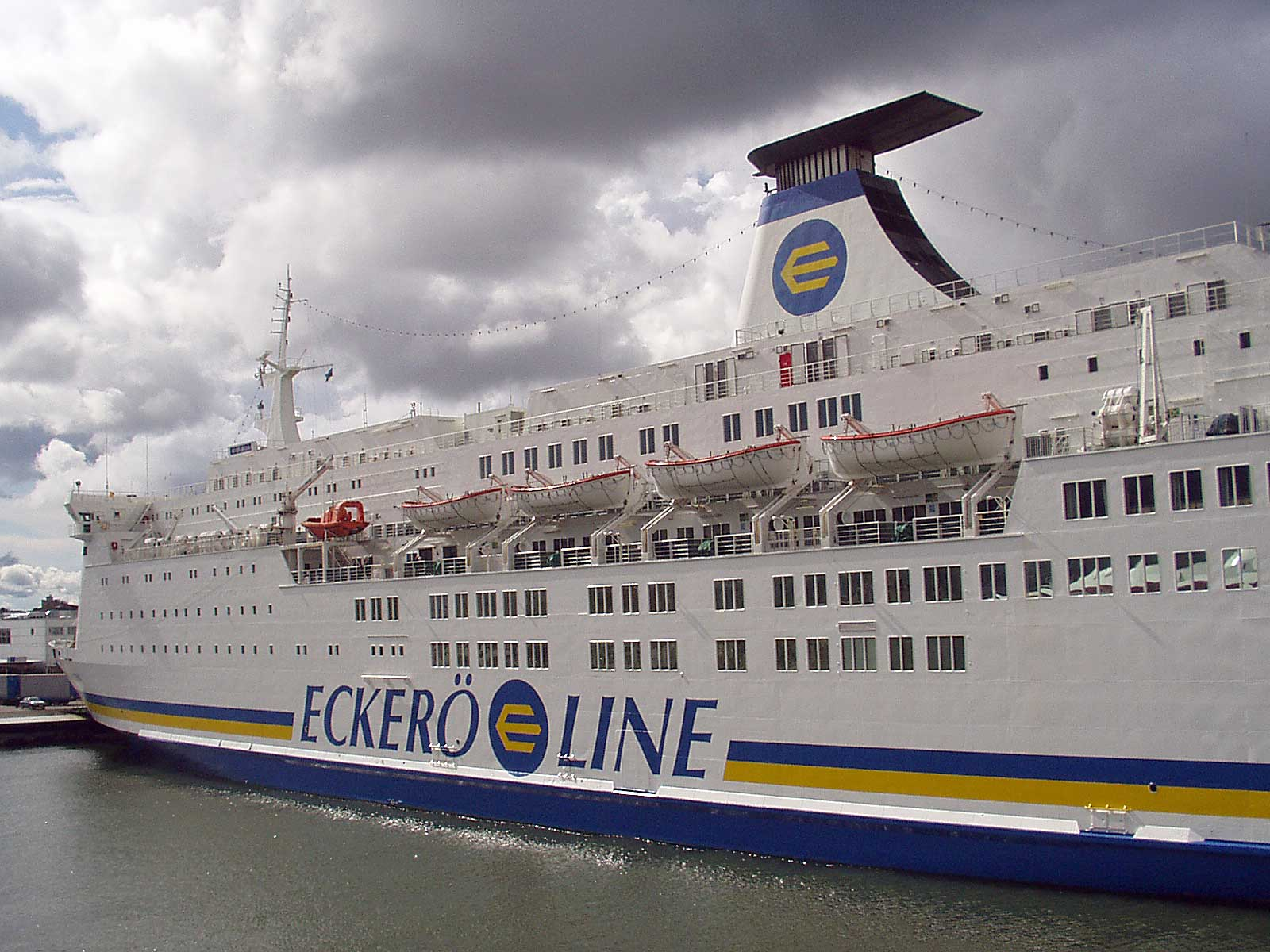
Die Nordlandia im Hafen von Tallinn